# Rostfotmossa
Rostfotmossa (Bryoerythrophyllum ferruginascens) är en bladmossart som beskrevs av Giacomini 1947. Rostfotmossa ingår i släktet fotmossor, och familjen Pottiaceae. Enligt den finländska rödlistan är arten starkt hotad i Finland. Arten är reproducerande i Sverige. Artens livsmiljö är kalkstensklippor och kalkbrott. Inga underarter finns listade i Catalogue of Life.